# Jáchymov
Jáchymov (německy Sankt Joachimsthal) je lázeňské město v okrese Karlovy Vary, nedaleko hranic s Německem, 7 km od hraničního přechodu Boží Dar. Žije v něm přibližně 2 300 obyvatel. Historické jádro Jáchymova z šestnáctého století je dnes městskou památkovou zónou. Jedná se o ucelený soubor goticko - renesančních patricijských domů.
Město má dlouhou těžařskou tradici; nejprve se zde těžilo stříbro. V roce 1534 to bylo druhé nejlidnatější město Českého království. Důl Svornost (1525) je nejstarší dosud využívaný důl v Evropě, je to také první a dlouho jediný důl na světě, kde se těžilo radium. Během druhé světové války ve městě a jeho blízkosti probíhala těžba uranu, na které pracovali sovětští váleční zajatci. Po nástupu komunistů zde byli nasazení především političtí a další vězni. Doly dnes (s výjimkou Svornosti) již nejsou v provozu a například v areálu dolu Eduard se dnes nachází sportovní areál se střelnicí na biatlon.
Ve městě se nachází několik lázeňských domů, jsou zde i jedny z nejunikátnějších lázní na světě, kde se léčí přímým ozařováním. V okolí Jáchymova je i několik lyžařských vleků, sjezdových a běžkařských tratí a občas se tu konají i závody v lyžařském orientačním běhu. Ve městě je jediný celoroční aquapark v Krušných horách. Přibližně 3 km od Jáchymova se nachází dolní stanice sedačkové lanovky na Klínovec.

## Název
Německy Joachimsthal, v letech 1938–1939 Sankt Joachimsthal, v letech 1939–1945 Radiumbad Sankt Joachimsthal. Při počátku osídlení Thal (Údolí), Ioachimsthal, Iochinstal, Iochom, Iochemstal, Jochimystal, Ioachimithal, Iochomsdal, Iochimstal, Iacomsdal.

## Historie

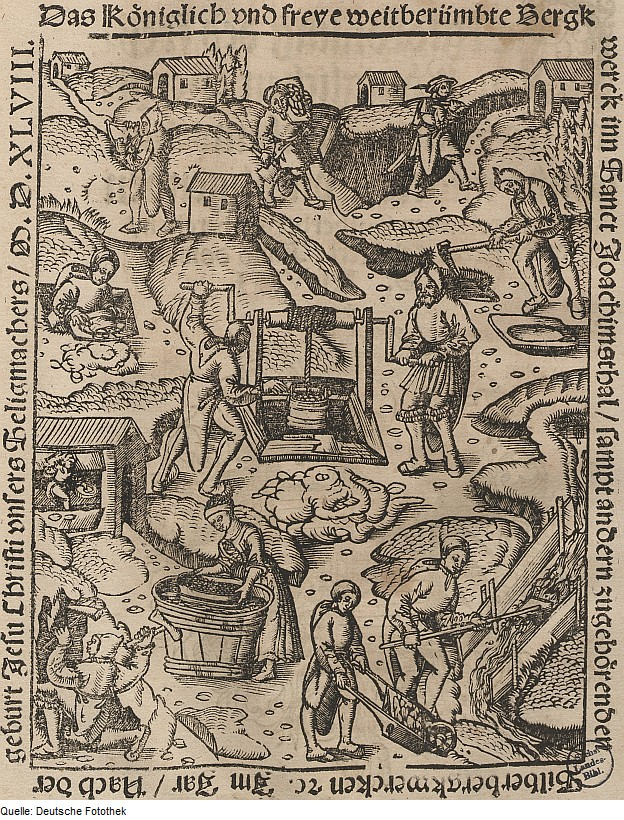
Dobové znázornění těžby stříbra v Jáchymově

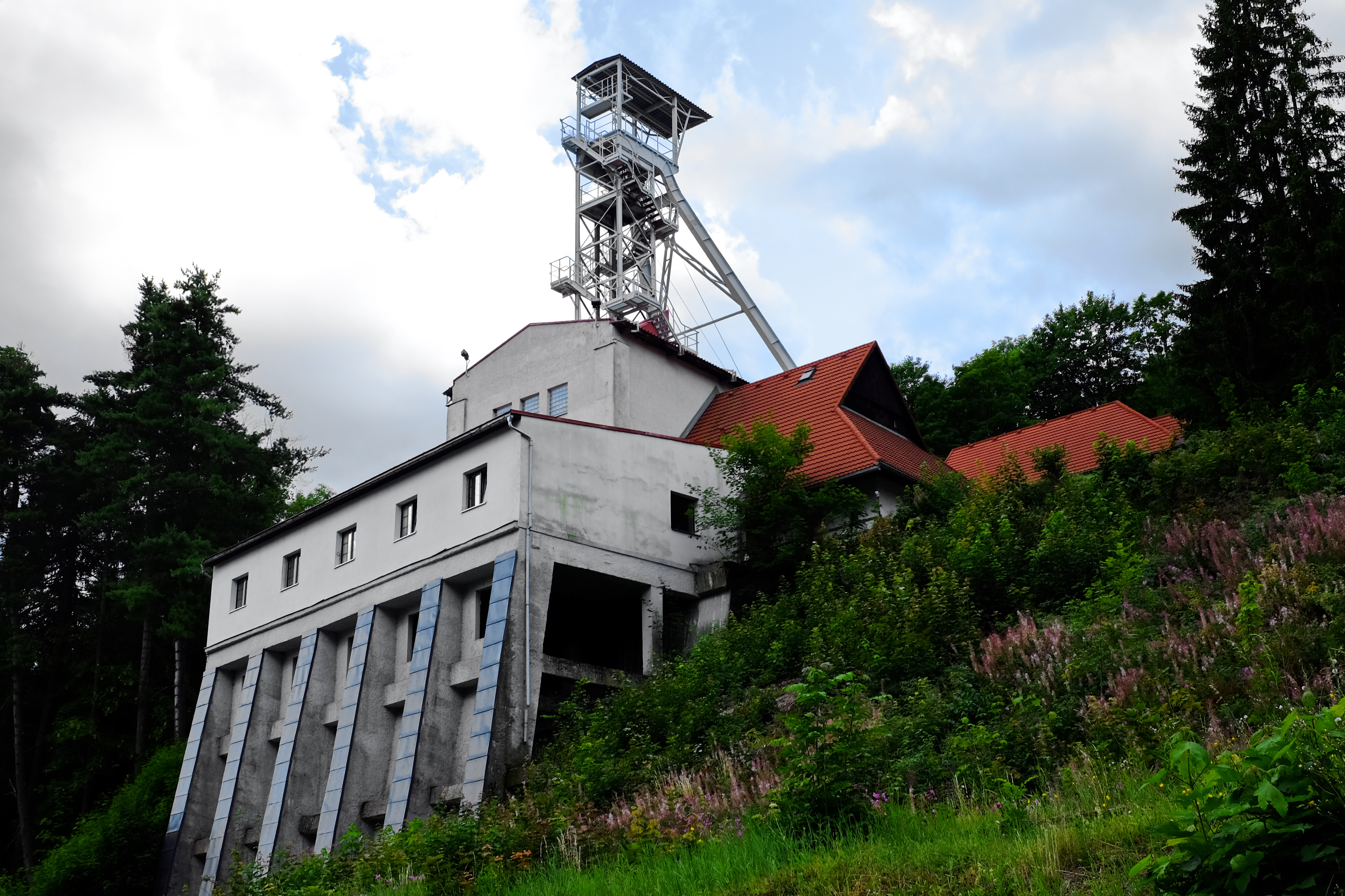
Důl Svornost (1525) je nejstarší dosud využívaný důl v Evropě

### Počátky města
Město Jáchymov, nesoucí jméno svatého Jáchyma, vzniklo na počátku 16. století jako středisko těžby stříbra. První písemná zmínka o obci však pochází již z roku 1300 v souvislosti s kolonizační činností kláštera premonstrátů v Teplé, kdy byly založeny osady Werlesgrün, Hanau (Hagenau) a právě Conradsgrün s železným hamrem a nevýznamnou těžbou stříbra. Osada byla nazvána podle Konráda Wohlsbugského, správce Východofranské marky sídlícího v Chebu.

### 16. století
Město Jáchymov bylo založeno v roce 1516 na troskách zaniklého Conradsgrünu poté, co zde bylo objeveno velké naleziště stříbra. Založil je hrabě Štěpán Šlik, jehož rodina území vlastnila jako zástavní panství. Okolo toho roku město zažívalo obrovský vzestup, kdy Šlikové rozběhli těžbu stříbra a u dolů již bylo postaveno na 400 domků. V souvislosti s tím bylo město v roce 1517 přejmenováno na „Údolí svatého Jáchyma / Sankt Joachimsthal“ ,  podobně jako nedaleké saské horní město Sankt Annaberg (Hora svaté Anny) získalo patrocinium svaté Anny. 
V roce 1520 získal hraběcí rod Šliků mincovní právo  a Jáchymov byl králem Ludvíkem Jagellonským povýšen na svobodné horní město. Nad městem vyrostl Šlikovský hrádek (něm. Freudenstein), jehož úkolem bylo chránit město.
Stříbrný Jáchymovský tolar (Joachimstaler) v hmotnosti kolem trojské unce byl poprvé vyražen zřejmě již v roce 1519, tedy jako druhý v pořadí po německém tolaru (guldenu), raženém od roku 1486 v Hallu v Tyrolsku, Jáchymovský tolar dal jméno všem tolarům (Taler) a následně také dolaru.
Obrovský výtěžek stříbrných dolů udělal z hraběcího rodu Šliků jeden z nejbohatších v Českém království. Od roku 1517 měl hrabě Štěpán Šlik se svými bratry svrchovanost nad celým „údolím“. Po bitvě u Moháče roku 1526 až do roku 1528 nemělo město majitele. Po prohlášení Štěpána Šlika za mrtvého dosáhl nový český král Ferdinand I. vrácení uděleného mincovního privilegia pod výhradní správu Koruny. Šlikové poté razili mince ještě jako zmocněnci jménem krále a po roce 1528 byla ražba šlikovského tolaru ukončena. 
V roce 1535 v Jáchymově stálo kolem 1200 domů a žilo kolem 18 000 obyvatel. Jednalo se tak o druhé nejlidnatější město Českého království. Roku 1547 byla Šlikům po habsburském vítězství ve šmalkaldské válce králem Ferdinandem I. odebrána veškerá práva na Jáchymov.
| Město        | počet obyvatel |
| ------------ | -------------- |
| Jáchymov     | 18200          |
| Praha        | 50000          |
| Cheb         | 15000          |
| Plzeň        | 3300           |
| Karlovy Vary | 600            |
| Norimberk    | 40000          |
| Drážďany     | 6500           |

### 17. století

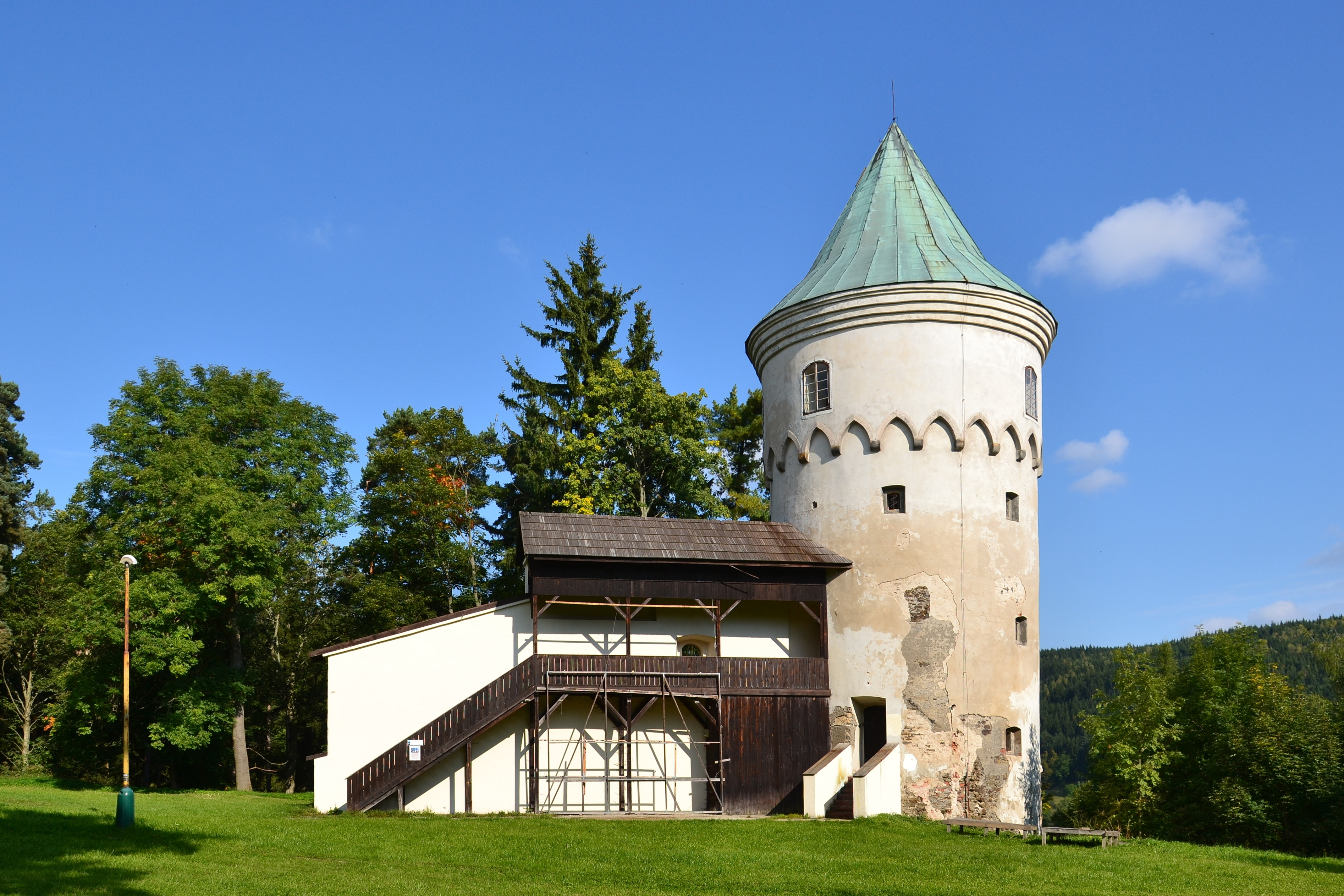
Šlikův hrádek z roku 1517 je nejmladší hrad na území Česka

Později po vyčerpání hlavních zásob stříbra došlo k úpadku města, takže roku 1601 v Jáchymově nestálo ani 500 domů (zanikla především provizorní hornická obydlí) a počet obyvatel klesl asi na 2000. Po neúspěchu v bitvě na Bílé hoře byl Jáchym Ondřej Šlik (pravnuk zakladatele Jáchymova) popraven na Staroměstském náměstí v Praze v roce 1621. V týchž letech vypukly boje třicetileté války. Byla také zahájena rekatolizace města, kvůli níž množství protestantských obyvatel a horníků odešlo do nedalekého Saska. Hrad Freudenstein (Šlikův hrádek) byl v roce 1634 při obléhání města švédským vojskem poškozen dělostřelbou a vyhořel.

### 19. století
V 19. století bylo město sídlem okresní správy, okresního soudu a horní a hutní správy. V té době byla těžba ještě stále poměrně významná, vykonávaly ji částečně státní a částečně soukromé společnosti. Vedle stříbra (1885: 227 malých centů), také nikl, bismut a uranová ruda. Ve městě byla také c. k. tabáková továrna, která zaměstnávala asi 1000 žen. Kromě toho také výroba rukavic, korkovna s výrobou zátek a také bylo paličkování. 31. března 1873 město téměř zcela vyhořelo.
Na konci 19. století objevila Marie Curie-Skłodowská v jáchymovské uranové rudě prvek radium, za což později získala Nobelovu cenu.

### 20. století
V letech 1938 až 1945 byl Jáchymov v důsledku uzavření Mnichovské dohody přičleněn k nacistickému Německu.
V blízkosti Jáchymova i v samotném městě jsou bývalé doly na uranovou rudu (obsahující uraninit – Svornost, Rovnost, Bratrství, Mariánská, Eduard, …), těžba v nich probíhala v letech 1939 až 1962 (na jaderné projekty nacistů i komunistů) a během té doby se vytěžilo přibližně 8000 tun uranu. Za německé okupace a později za socialismu byly při těchto dolech zřizovány pracovní tábory, v nichž držení vězni (zejména političtí) sloužili jako levná pracovní síla. Přes rozvoj těžby v té době zažíval městský urbanismus spíše úpadek. V roce 1930 stálo v Jáchymově 926 domů a žilo 5954 obyvatel, v roce 1991 už to bylo jen 622 domů a 2456 obyvatel. Řada památkově hodnotných objektů v té době zanikla, jiné se dostaly do havarijního stavu. V roce 1957 Jáchymov přišel i o železniční trať z nedalekého Ostrova vybudovanou v roce 1896. Od roku 1963 v Jáchymově končila zkušební trolejbusová trať, na které byly zkoušeny trolejbusy vyráběné podnikem Škoda v Ostrově. Po ukončení výroby v ostrovském závodě v roce 2004 byla tato trať zrušena.

## Přírodní poměry a sport
Jáchymov leží na strmém jižním svahu Krušných hor, na silnici I/25 z Božího Daru do Karlových Varů. Vjezd do města od severu leží v nadmořské výšce 776 metrů, léčebné středisko na jižní straně Jáchymova je ve výšce 600 metrů. Do severozápadní části katastrálního území Jáchymova zasahuje část evropsky významné lokality Krušnohorské plató.
Přírodní poměry jsou zde dobré pro lyžování. V Jáchymově se nacházejí dva lyžařské areály, větší Skiareál Náprava a menší Skiareál Střed. Skiareál Náprava se nachází ve výšce až 930 metrů nad mořem, disponuje třemi lyžařskými vleky (typ kotva a poma) a umělým zasněžováním, poskytuje také služby jako je lyžařská škola a půjčovna lyží. Skiareál Střed disponuje jedním lyžařským vlekem typu kotva.
Na severozápadě města se nachází běžkařská trasa a biatlonová trať a střelnice. Asi 7 km severně se nachází náhorní plošiny Krušných hor, kudy vede Krušnohorská běžkařská magistrála.

## Obyvatelstvo
Při sčítání lidu v roce 1921 zde žilo 5 724 obyvatel (z toho  511 mužů), z nichž bylo 188 Čechoslováků, 5 469 Němců, pět příslušníků jiné národnosti a 62 cizinců. Většina se hlásila k římskokatolické církvi, ale 83 obyvatel bylo evangelíky, jeden patřil k církvi československé, 21 k církvi izraelské, pět k jiným nezjišťovaným církvím a dvacet lidí bylo bez vyznání. Podle sčítání lidu z roku 1930 mělo město 5 954 obyvatel: 434 Čechoslováků, 5 447 Němců, osm příslušníků jiné národnosti a 65 cizinců. Stále převládala výrazná římskokatolická většina, ale žilo zde také 97 evangelíků, třicet členů církve československé, dvacet židů, jeden člen nezjišťovaných církví a 160 lidí bez vyznání.

## Hospodářství

### Lázeňství

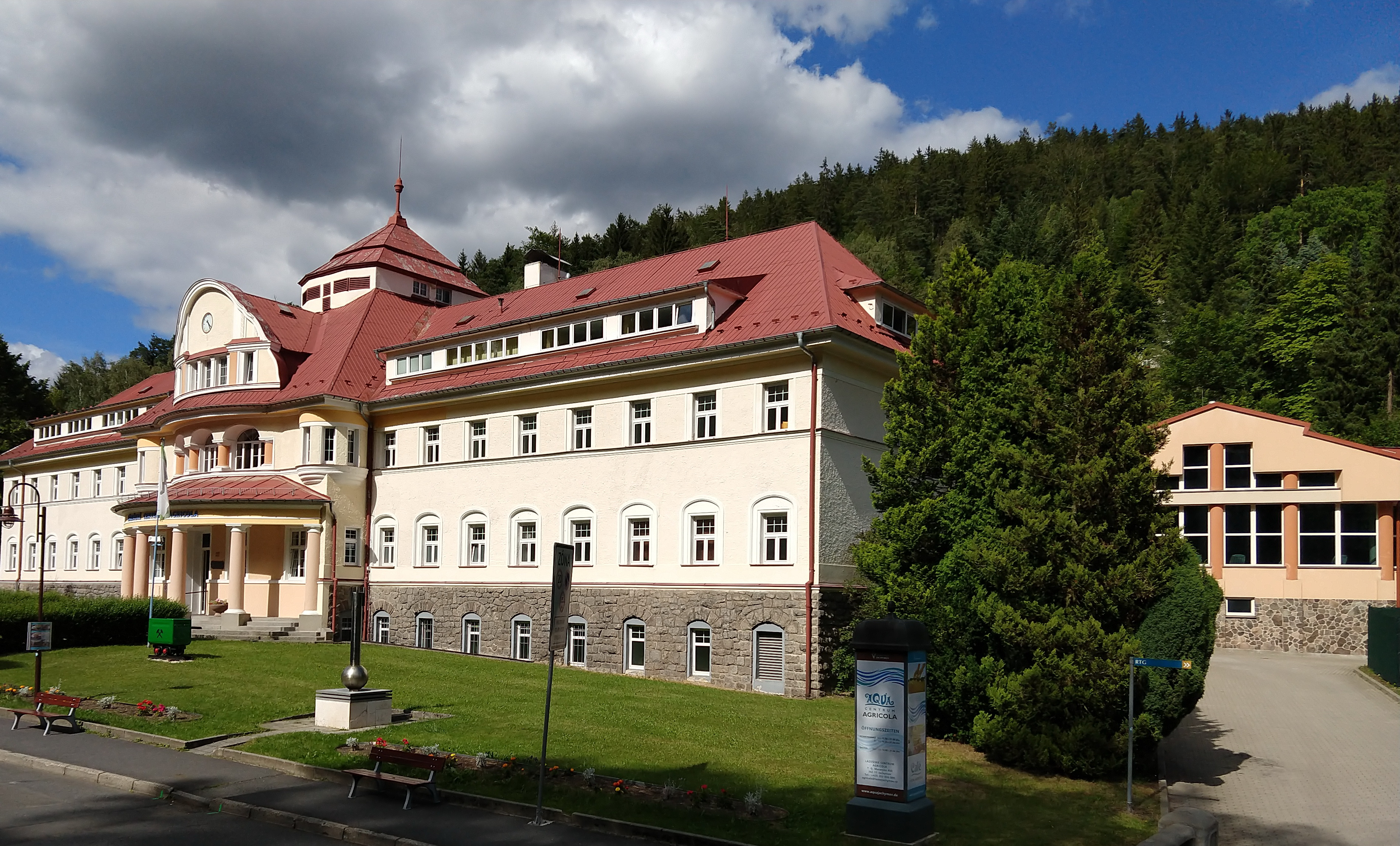
Aquacentrum Agricola

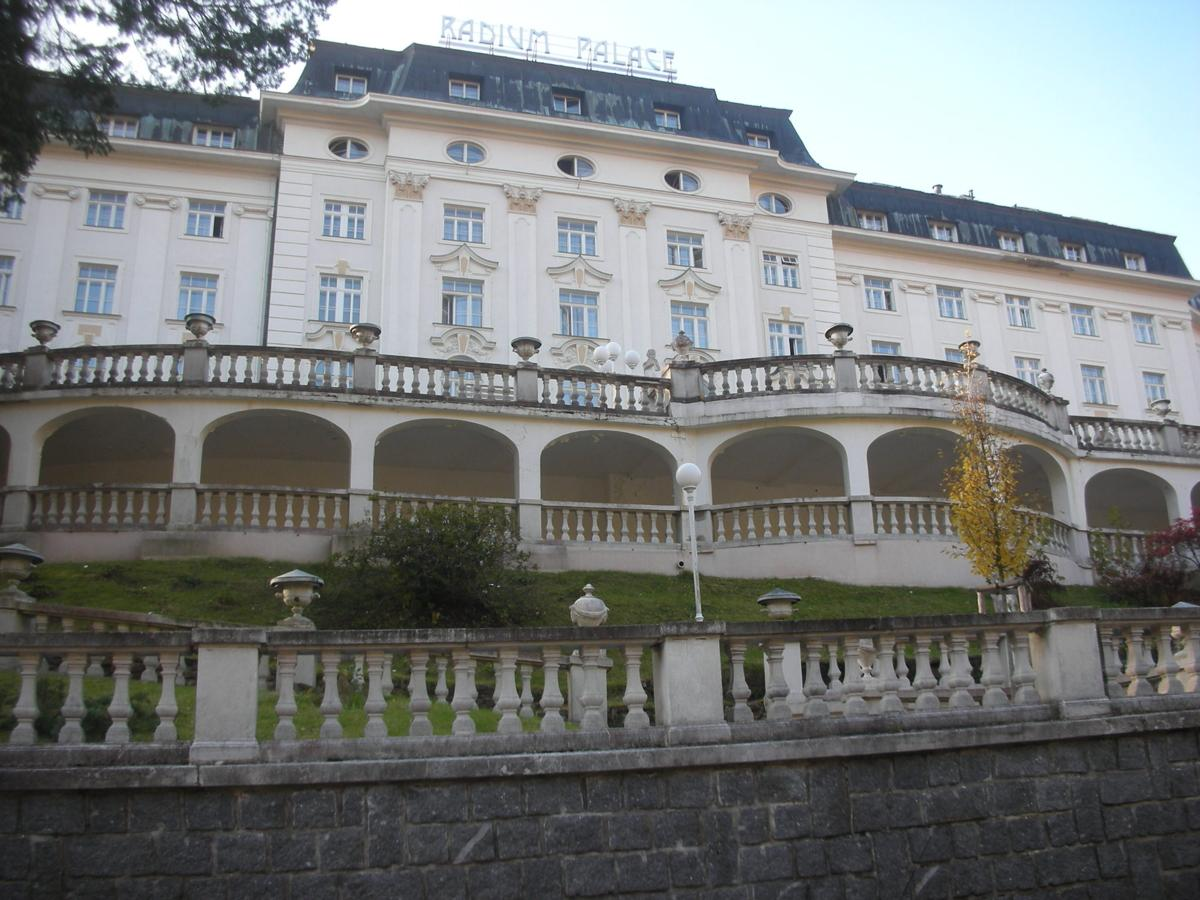
Radium Palace

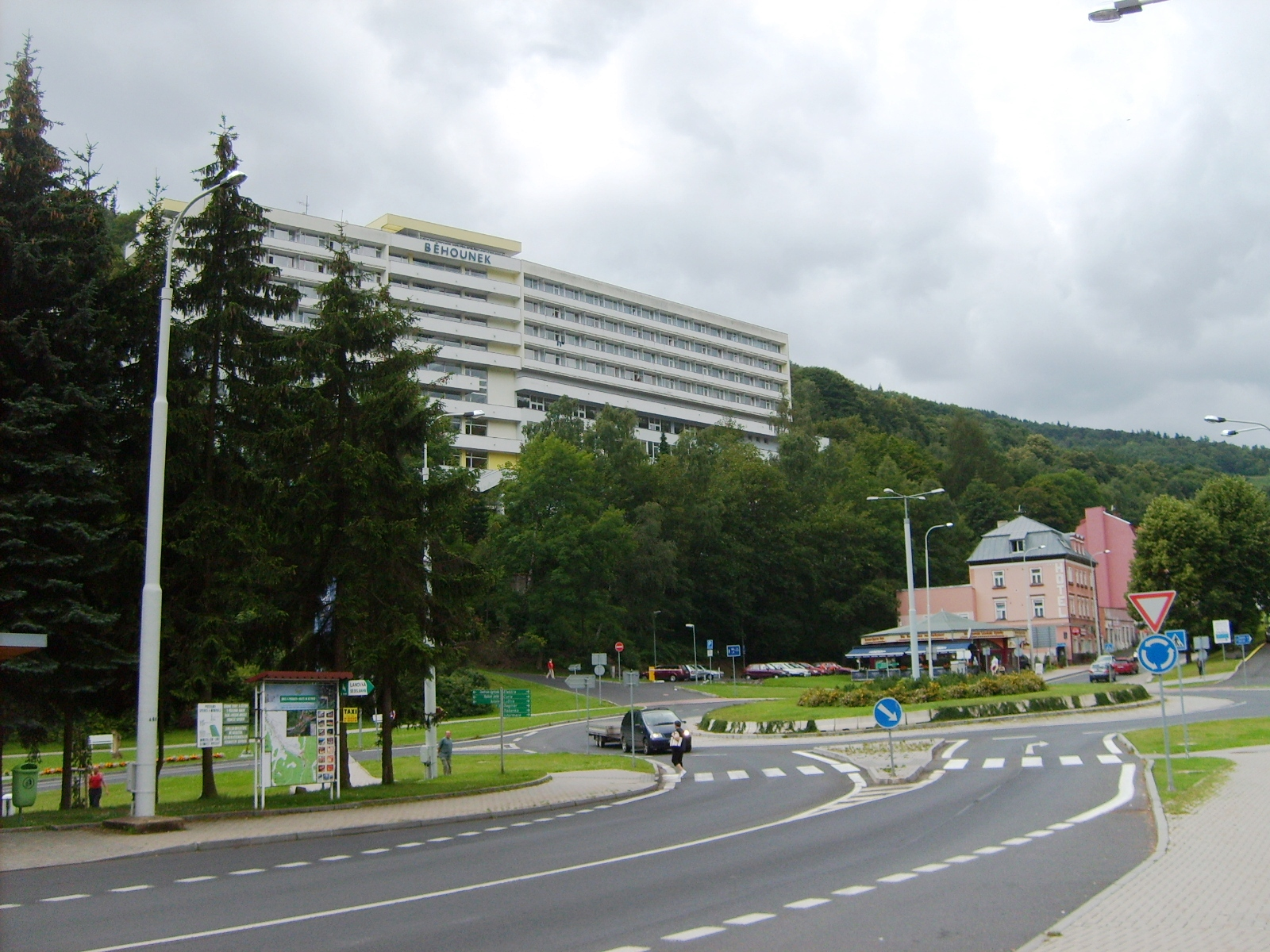
Lázeňský hotel Běhounek

V Jáchymově se nacházejí jedny z nejunikátnějších lázní v ČR, ale i ve světě. Pohybový aparát se zde léčí radonovou vodou a přímým ozařováním. Tato léčba je indikována při chorobách cévních (Raynaudova choroba, arterioskleróza velkých cév, cévní křeče). Dále při chorobách nervových (poruchy periferních nervů), revmatických chorobách, či zánětech nervů. Nejvýznamnějším využitím je léčba chorob pohybového aparátu - dna, ostruha (zkostnatění Achillovy šlachy), záněty a degenerativní změny kloubů, Bechtěrevova choroba.
Lázně byly založeny v roce 1906 na základě práce ing. Josefa Štěpa a dr. Leopolda Gottlieba. Zpočátku byla voda využívána k pitným kúrám (voda z dolu Werner). Později se začaly používat koupele. První koupelová vana stála v ordinaci doktora Gottlieba v domě pekaře Kuhna na dnešním náměstí Republiky. Později byly zřízeny koupelové kabiny v továrně na uranové barvy. V roce 1911 byla otevřena první lázeňská budova – dnešní Aquacentrum Agricola. Téhož roku také vznikla Akciová společnost pro radiové lázně Jáchymov.

### Lázeňské domy a hotely
- Agricola – první lázeňská budova ve městě, nyní jediný celoroční aquapark v Krušných horách.
- Radium Palace – lázeňský neoklasicistní hotelový palác, již v době svého vzniku v roce 1912 a patřil k tomu nejlepšímu, co tehdejší Evropa mohla v oblasti lázeňství nabídnout
- Akademik Běhounek – lázeňské sanatorium postavené v roce 1975 je koncipováno pro komplexní lázeňské služby. Budova se šesti nadzemními a třemi podzemními podlažími je nepřehlédnutelnou dominantou nad jáchymovským údolím
- Praha – původně postaven jako továrna na loutky a dřevěné hračky, v roce 1911 přestavěn pro potřeby nových lázní
- Curie – moderní panelový objekt otevřený v roce 1992
- Elektra – lázeňský dům ELEKTRA byl postaven okolo roku 1900 a vznikl spojením dvou původně samostatných budov Elektra a Mignon
- Astoria – lázeňský dům ASTORIA vznikl spojením tří budov postavených na začátku 20. století: Seidel, Mariánský dům a Astoria. Nachází se přímo v centru lázeňské části města Jáchymova
- Dalibor – vila z roku 1930 sloužící jako depandance hotelu Běhounek
- Jitřenka – vila z roku 1929 sloužící jako depandance hotelu Běhounek
- Lužice – depandance hotelu Curie
- Dagmar – původně soukromá vila. První český penzion v Jáchymově
- Radiologický pavilon (Vyšetřovací ústav) – medicínské zázemí lázní. Jsou zde vyšetřovny a laboratoře

## Doprava
Železniční trať Ostrov nad Ohří – Jáchymov byla v provozu mezi lety 1896 až 1957. Autobusy nyní zajišťují pravidelné spojení přes Ostrov do Karlových Varů. Od roku 2005 má Jáchymov jednu linku městské autobusové dopravy MHD-1.

## Pamětihodnosti

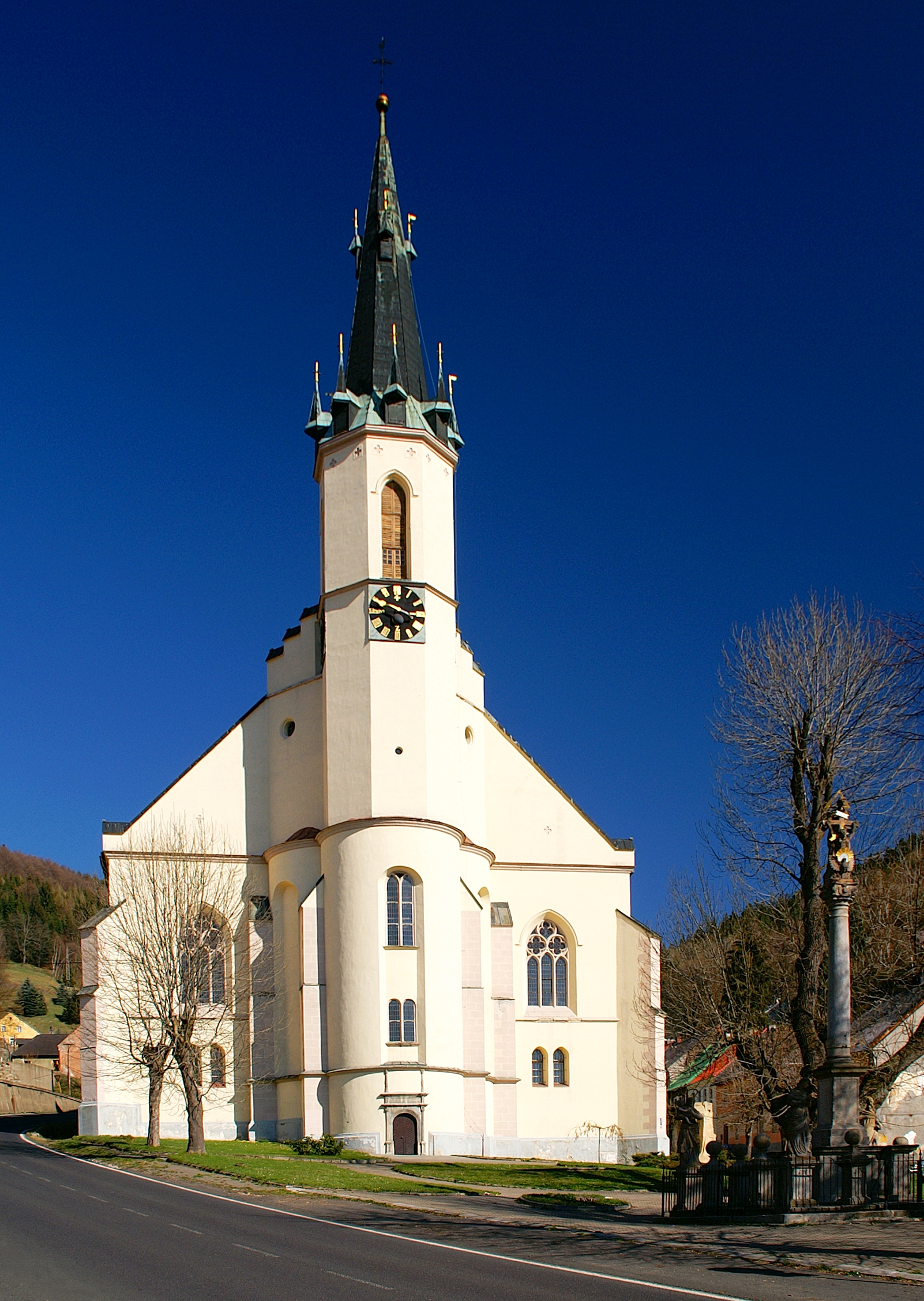
Kostel svatého Jáchyma

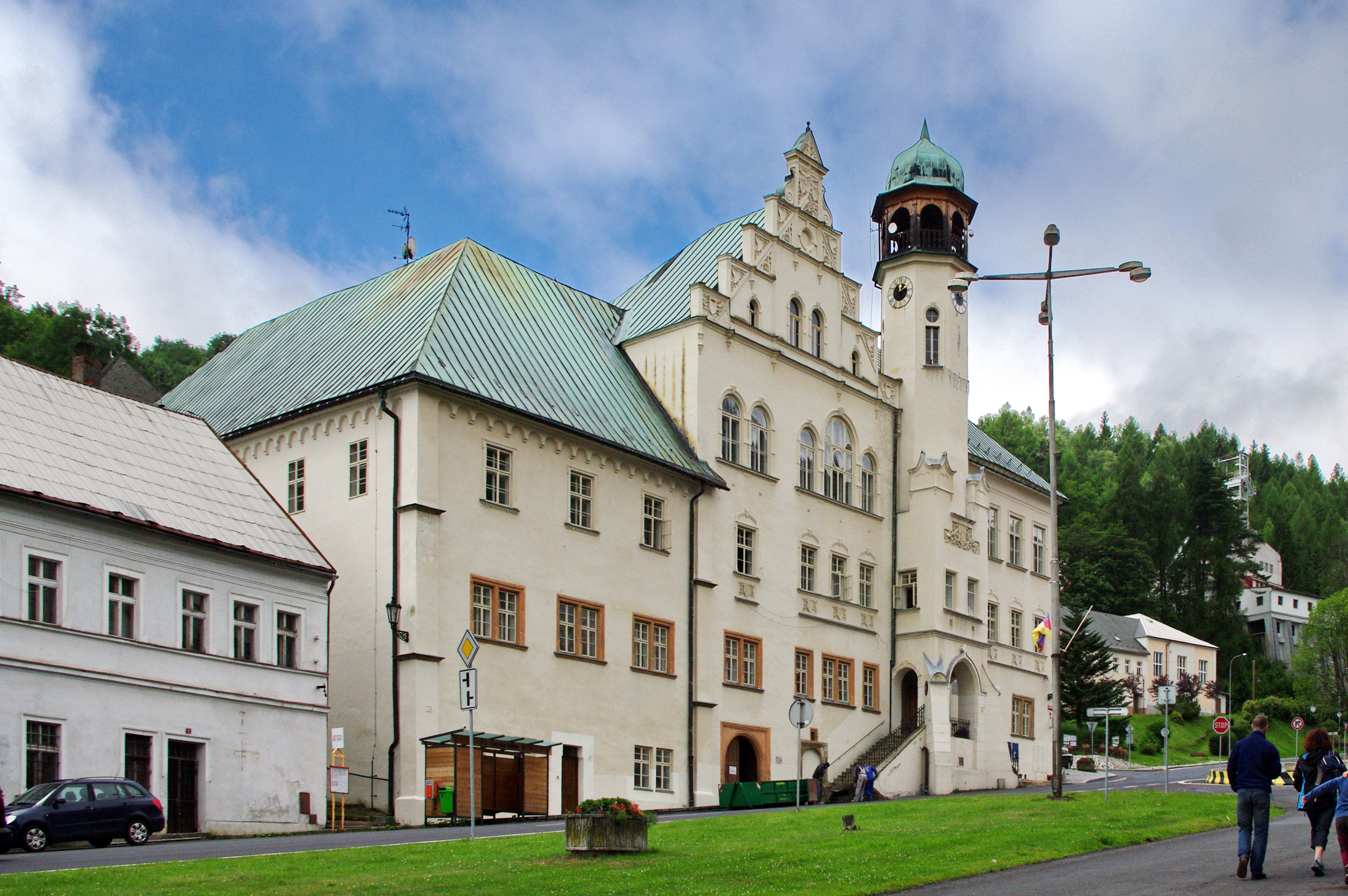
Radnice v Jáchymově

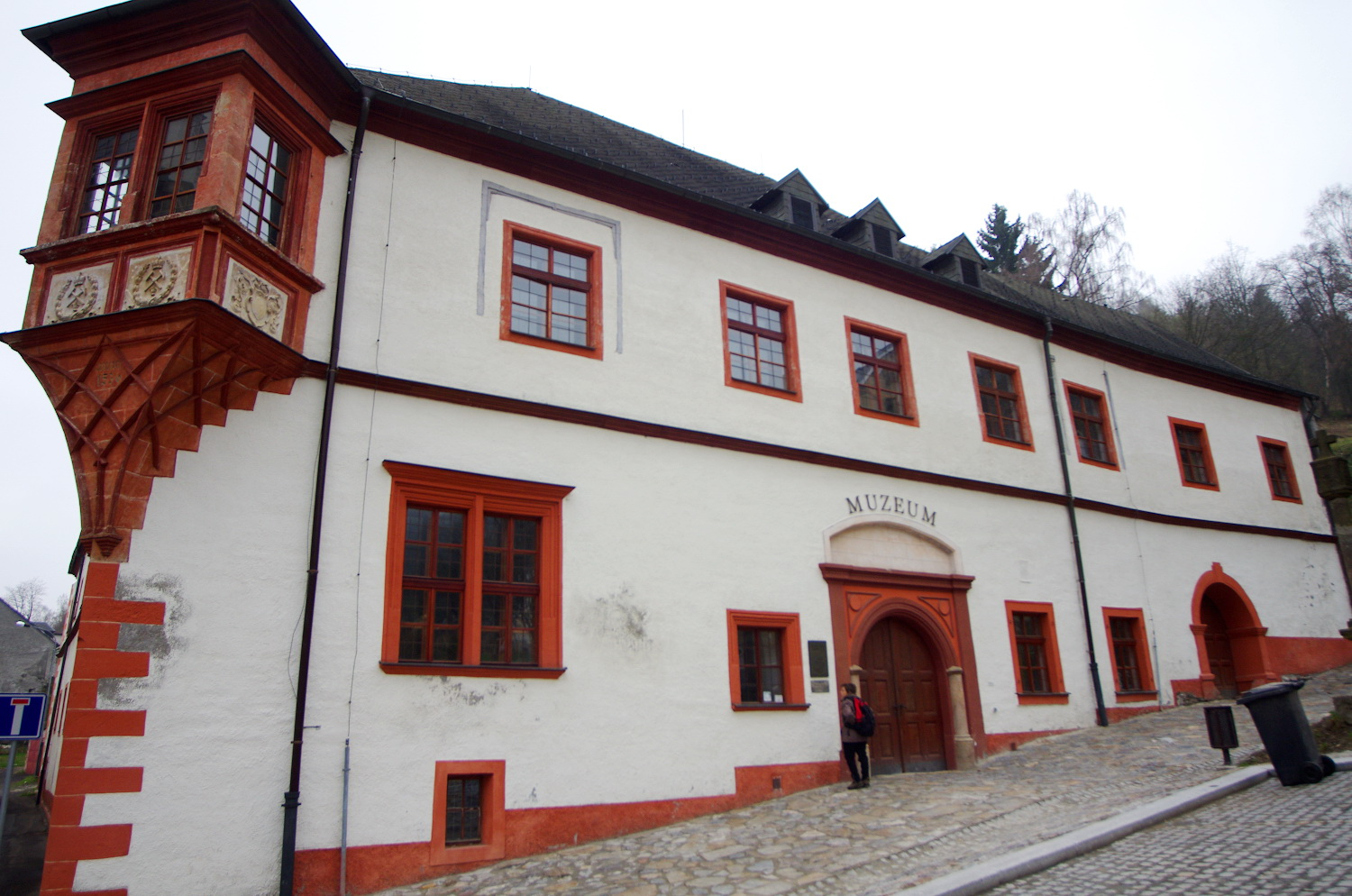
Královská mincovna a muzeum v Jáchymově

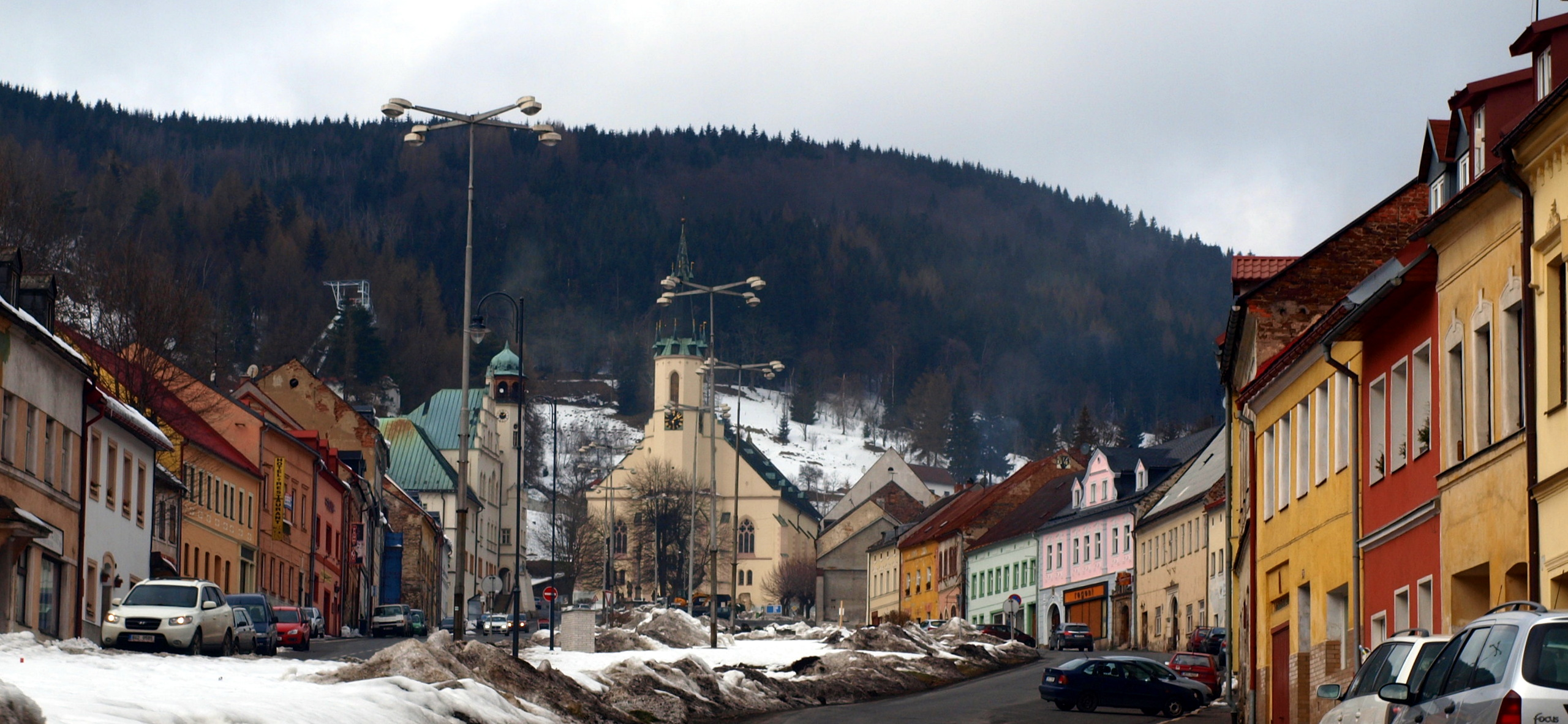
Jáchymov, Náměstí Republiky

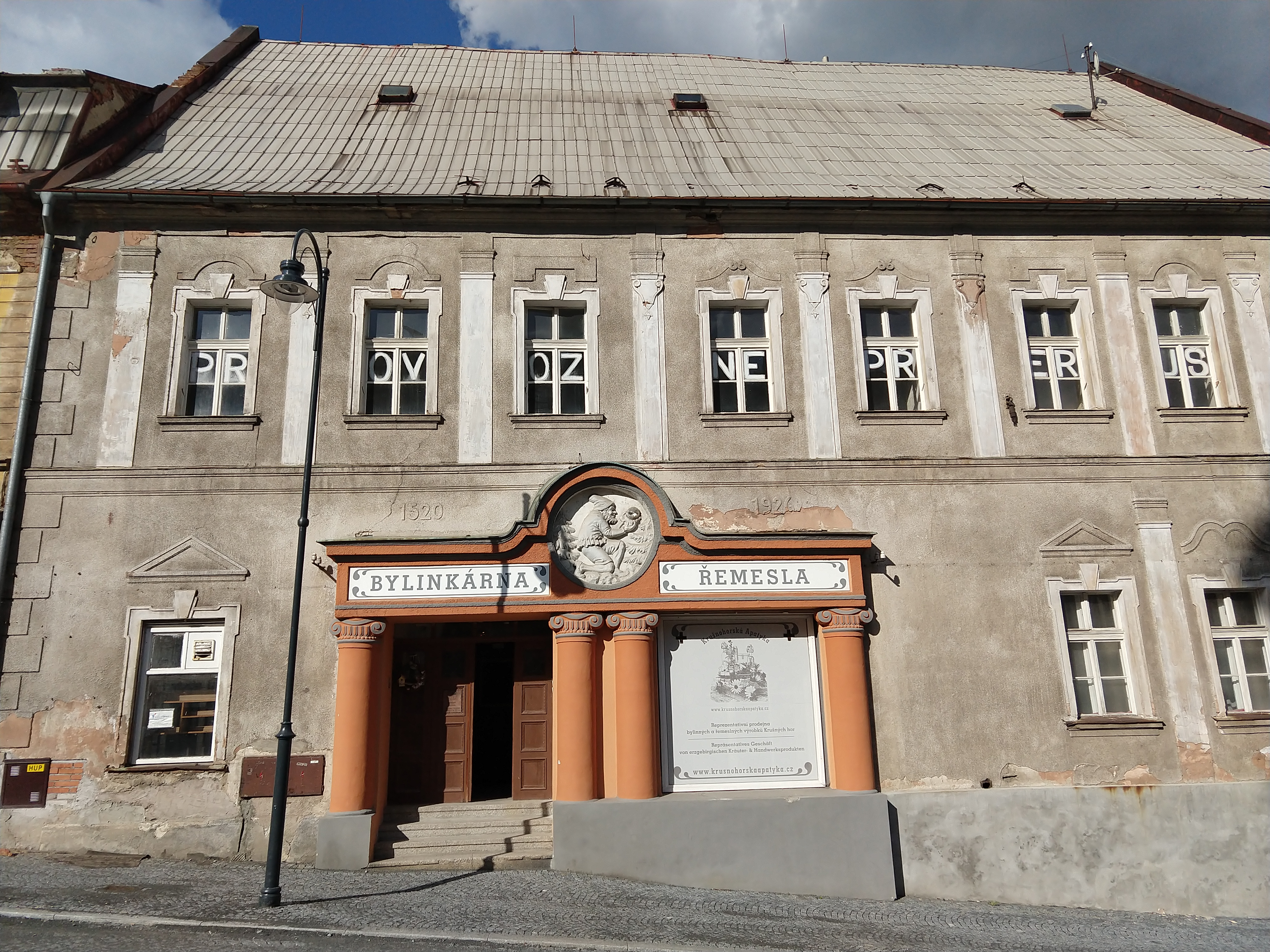
Jachymovská nejstarší lékárna ve střední Evropě

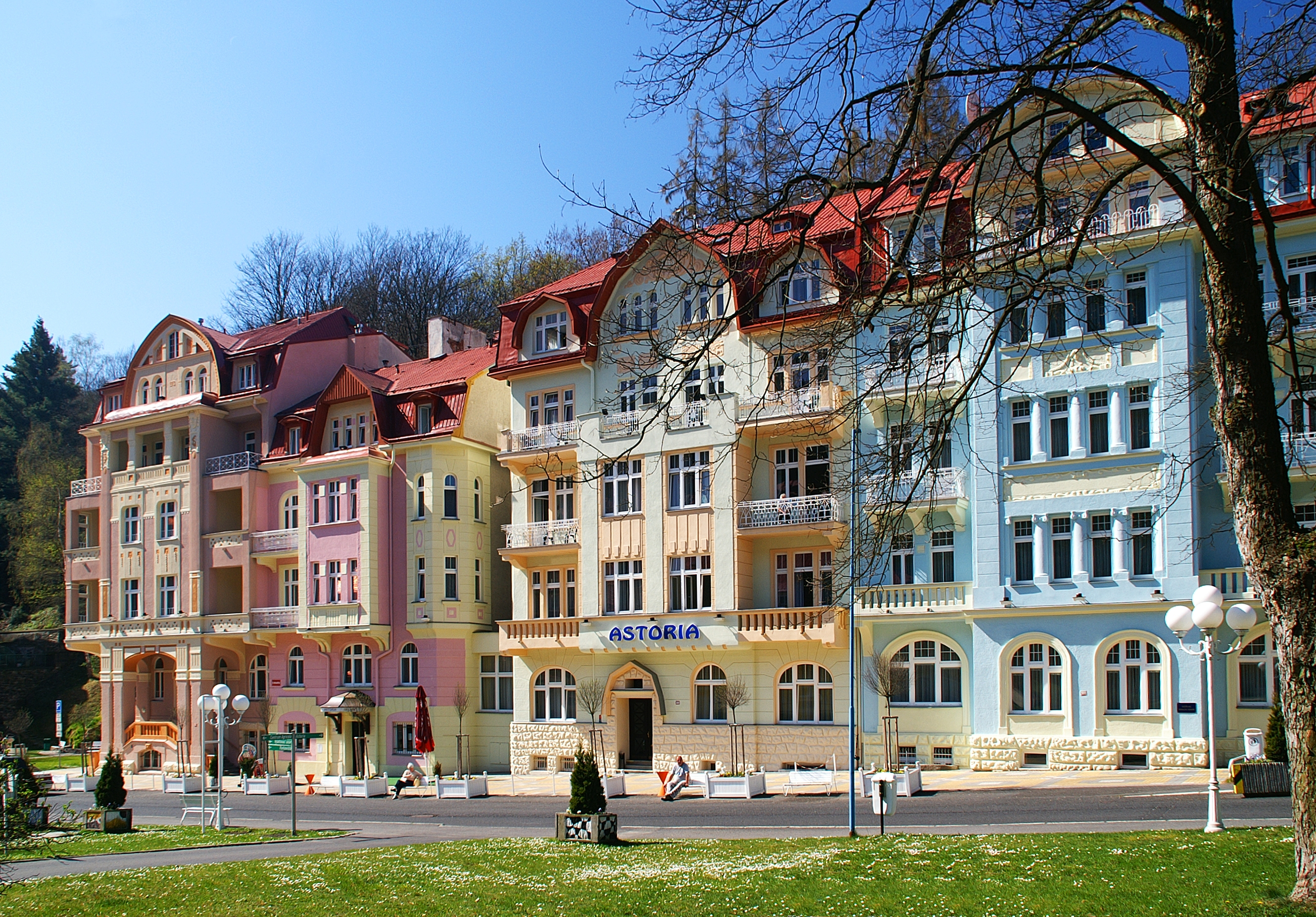
Jáchymov, ulice T. G. Masaryka

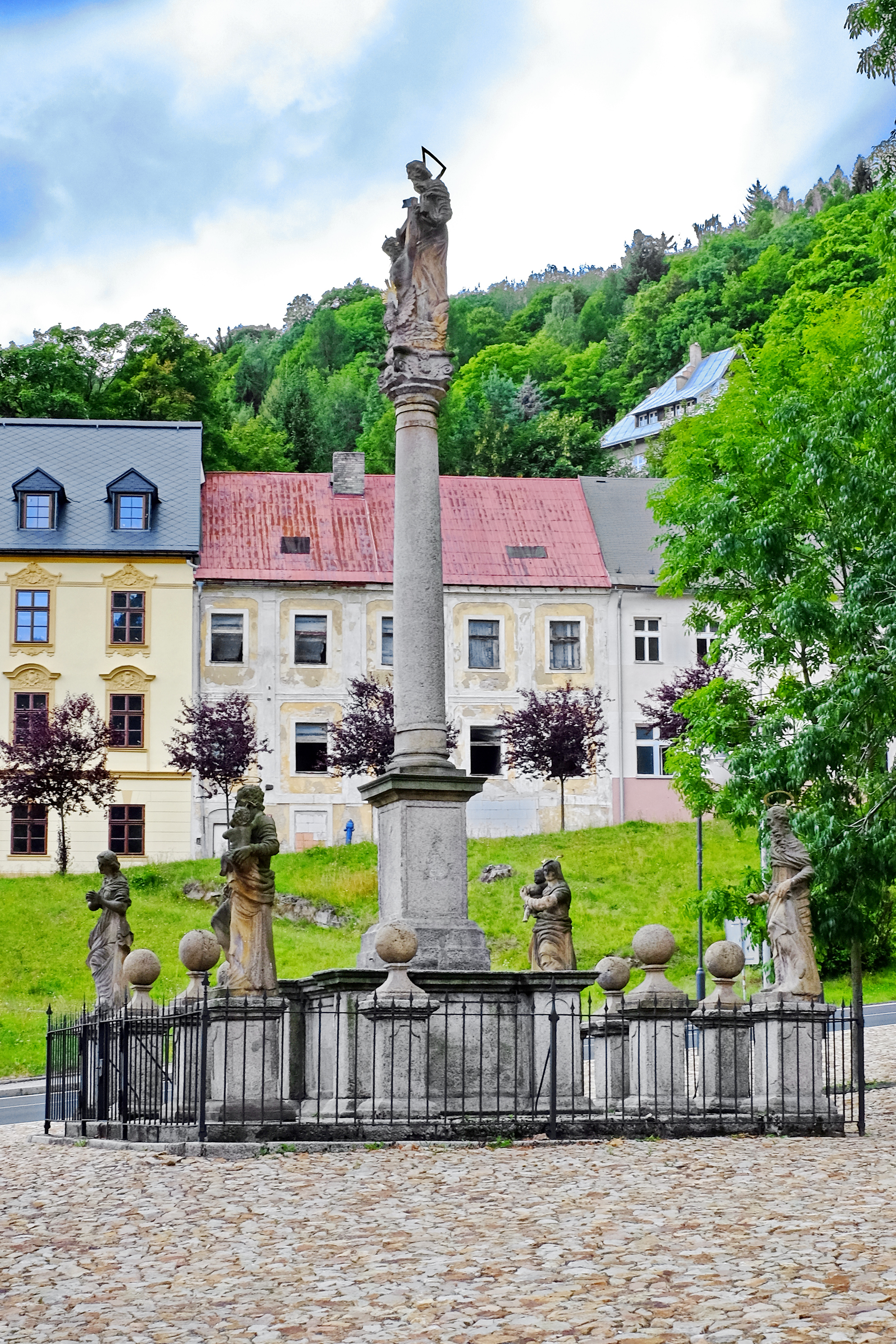
Sloup Nejsvětější Trojice

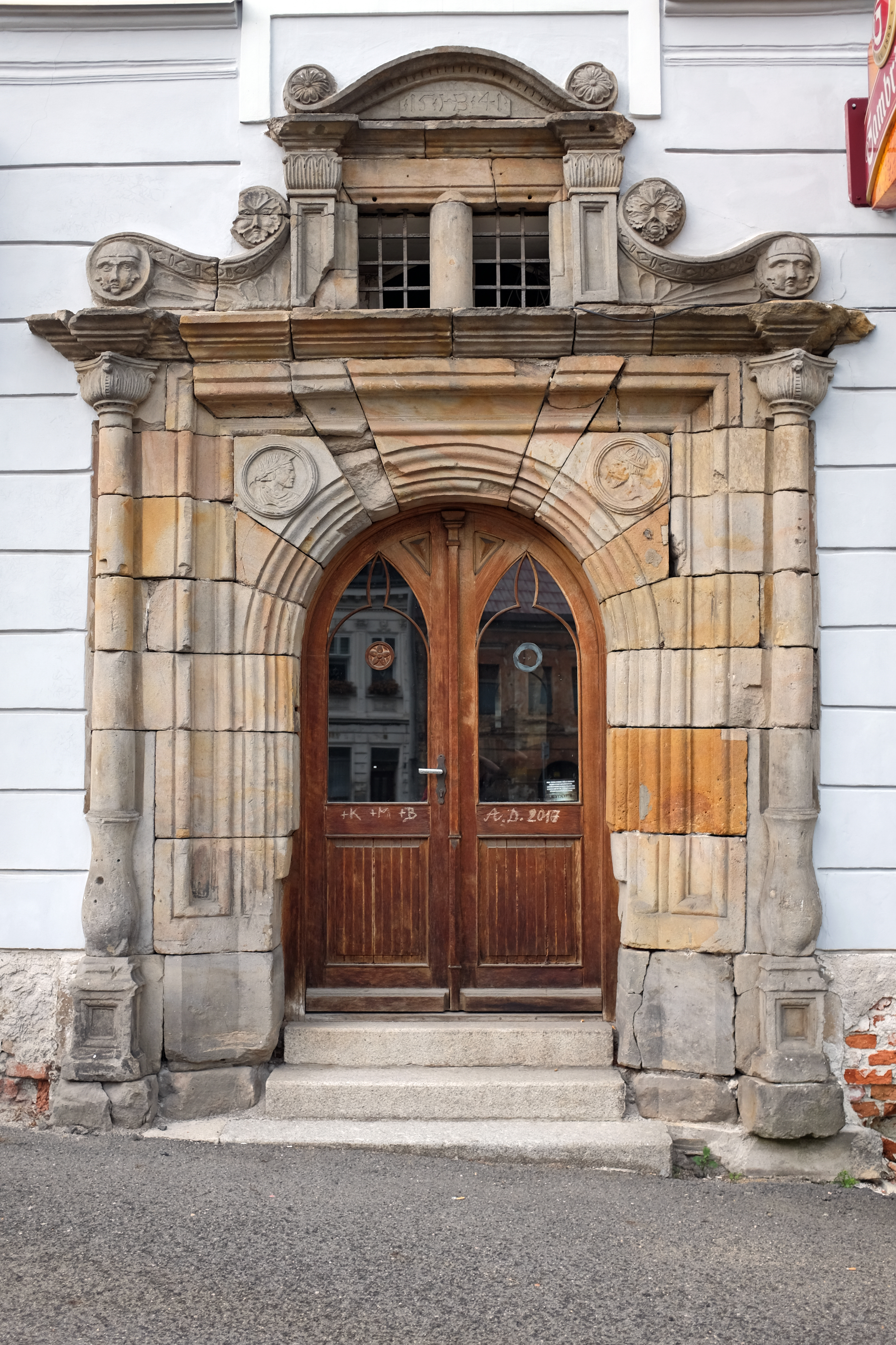
Jáchymovský portál domu č.p. 145 z roku 1541

- Královská mincovna v Jáchymově – Hornické náměstí 37
- Jáchymovská radnice z let 1540–1544
- Knihovna latinské školy – v knihovně je 52 historických knih vytištěných do roku 1500, evropských prvotisků
- Měšťanské a patricijské domy v Jáchymově – pozdně gotické a renesanční domy v centru Jáchymova
- Portály v Jáchymově – v ČR ojediněle ucelený soubor goticko-renesančních portálů
- Šlikův hrádek (Freudenstein) – pozůstatky nejmladšího hradu v Česku
- Petrův mlýn (Petermühl) – zbytky nejstaršího vodního mlýna v ČR
- Kamenné mostky v Jáchymově – původní přemostění Veseřice pro Říšskou silnici Jáchymov – Karlovy Vary
- Městský špitál v Jáchymově – zaniklá památka
- Horský hotel Klínovec - hotel s rozhlednou na nejvyšším vrcholu Krušných hor
- Televizní vysílač Klínovec

### Sakrální památky
- Kostel svatého Jáchyma a svaté Anny – děkanský římskokatolický kostel z roku 1540
- Kostel Všech svatých, zvaný též špitální kostel – nejstarší dochovaná stavba ve městě z roku 1516
- Kaple svaté Anny z roku 1517
- Kaple svatého Jana Nepomuckého z roku 1734
- Kaple svaté Barbory z roku 1770
- Kaple Kalvárie, výklenková kaple
- Sousoší Nejsvětější Trojice před kostelem svatého Jáchyma, z roku 1703
- Popravčí kříž – Boží muka z Jáchymovského popraviště
- Milostná soška Panny Marie
- Socha svatého Jana Nepomuckého
- Evangelický kostel Spasitele
- Trojboký hraniční kámen

Nedaleko města se na úpatí Plešivce také nacházel kapucínský klášter v Mariánské, který byl v šedesátých letech 20. století zbořen.

### Památky související s těžbou
- Důl Svornost – první radiový důl na světě
- Štola č. 1
- Důl Rovnost
- Důl Bratrství
- Důl Eduard
- Důl Josef
- Důl Eliáš
- Důl Eva Apfelbaum
- Jáchymovské štoly
- Stadtteich (Městský rybník)
- Pinky na žíle Schweizer
- Trejv na dole Josef
- Heinzův rybník
- Bockova štola
- Štola Leithund
- Úzkokolejná koněspřežná dráha

### Památky související s pracovními tábory
- Křížová cesta ke svobodě
- Schody hrůzy

### Nápravně pracovní tábory
Nápravně pracovní tábory byly postupně zrušeny v roce 1960 s ústupem těžby uranové rudy a dnes po nich nezbylo téměř nic.
- Svornost – K
- Rovnost – P
- Eliáš I. – N (Starý nebo Horní tábor)
- Eliáš II. – N (Nový nebo Dolní tábor)
- Vykmanov I. – C
- Vykmanov II. – L
- Nikolaj – A
- Vršek (Barbora) – E
- Mariánská – B
- Ústřední tábor – D
- Bratrství – M

### Pomníky a památníky
- Hrob obětí druhé světové války
- Památník obětem nacismu a pochodu smrti
- Památník objevu radia
- Památník Štěpána Šlika
- Symbolický hrob umučených politických vězňů
- Pomník Nové dějiny

### Odstraněné pomníky a památníky
- Pomník T. G. Masaryka
- Pomník obětí prusko-rakouské války

### Zajímavosti a místní nej
- V letech 1849–1951 byl Jáchymov sídlem soudního a politického okresu Jáchymov
- 13. října 1716 zde bylo založeno Hornické učiliště – první škola svého druhu na světě
- Nejkratší železniční tunel v ČR – dnes součást cyklostezky Ostrov–Jáchymov
- První lékárna na území Česka a ve střední Evropě – prokazatelně fungovala již v roce 1520[15]
- Nejstarší dochovaný vodní mlýn v ČR – pozůstatky Petrova mlýna
- Důl Svornost byl první radiový důl na světě. Jáchymov byl až do první světové války jediným místem na světě, kde se těžilo radium
- Poprvé na světě zavedeno větrání důlního díla – měchovým dmychadlem v roce 1522 na štole Svatá Barbora
- První luterský chrám na území ČR – Kostel svatého Jáchyma a svaté Anny (Jáchymov)
- Minerál jáchymovit dostal své jméno podle města, kde byl objeven
- Název peněžní jednotky dolar, dostal své jméno podle stříbrného jáchymovského tolaru, který se zde razil v 16. století. Německy se mince nazývaly „Joachimsthaler“ (dosl. „jáchymovský“). Dlouhý výraz se zkrátil na „thaler“, a zkomolil na taler, taller a na formu dolar/dollar

## Obecní správa a politika

### Členění města
Jáchymov se člení na pět částí, které leží na dvou katastrálních územích (Jáchymov a Popov u Jáchymova):
- Jáchymov
- Mariánská
- Nové Město
- Suchá
- Vršek

Na území města se také dříve nacházely již zaniklé vesnice Popov a Zálesí.
Od 1. ledna 1979 do 28. února 1990 k městu patřily i Boží Dar, Ryžovna a Zlatý Kopec.

### Starostové

#### před rokem 1850
- 1633–1669 Jakub Schedlich
- asi 1669–1697 Johann Maccasius von Sternfels (Johann Makasy)
- Valentin Christoph Häßler

#### 1850–1919
- Ignaz Porkert
- Karl Pfob
- Johann Porkert
- Dr. Adolf Langhans
- Franz Rauscher
- Franz Kuhlmann
- Franz Kropp
- Josef Schlöffl
- 1914–1919 Julius Sauerstein

#### 1919–1935
- Franz Josef Hirschberg
- Anton Riedl
- G. Stumpf
- 19. 12. 1934–1937 Hans Brennich

#### 1938–1945
- J. Grimm
- Dr. jur. Wilhelm Messner
- do 15. 5. 1945 Franz Schmidt

#### 1945–1989
- 15. 5. 1945 – 3. 7. 1945 František Kroupa (Revoluční výbor)
- 03. 7. 1945 – 12. 7. 1946 J. Placatka
- 12. 7. 1946 – 18. 7. 1947 Josef Němec (KSČ)
- 18. 7. 1947 – 29. 1. 1953 Jan Šnorek
- 29. 1. 1953 – 26. 5. 1954 Marie Urbášková
- 26. 5. 1954 – 21. 6. 1960 Jaroslav Raušal
- 21. 6. 1960 – 9. 11. 1976 Oldřich Ertl st.
- 9. 11. 1976 – 1. 1. 1983 Richard Mavr
- 1. 1. 1983 – 11. 12. 1990 Oldřich Ertl ml.[18]

#### po roce 1989
- 11. 12. 1990 – 25. 9. 1992 Radovan Koutský (OF)
- 25. 9. 1992 – 29. 11. 1994 Rüdiger Eisenstein (OF)
- 29. 11. 1994 – 14. 11. 2002 Petr Fiedler (ODS)
- 14. 11. 2002 – 12. 10. 2005 Zdeňka Fiedlerová (ODS)
- 12. 10. 2005 – 6. 11. 2006 Michal Kuneš (ČSSD)
- 6. 11. 2005 – 4. 8. 2008 JUDr. Jaroslav Vondráček Ph.D. (Naděje pro Jáchymov)
- 4. 08. 2008 – nyní Ing. Bronislav Grulich (Naděje pro Jáchymov + nez. za TOP 09)

## Osobnosti

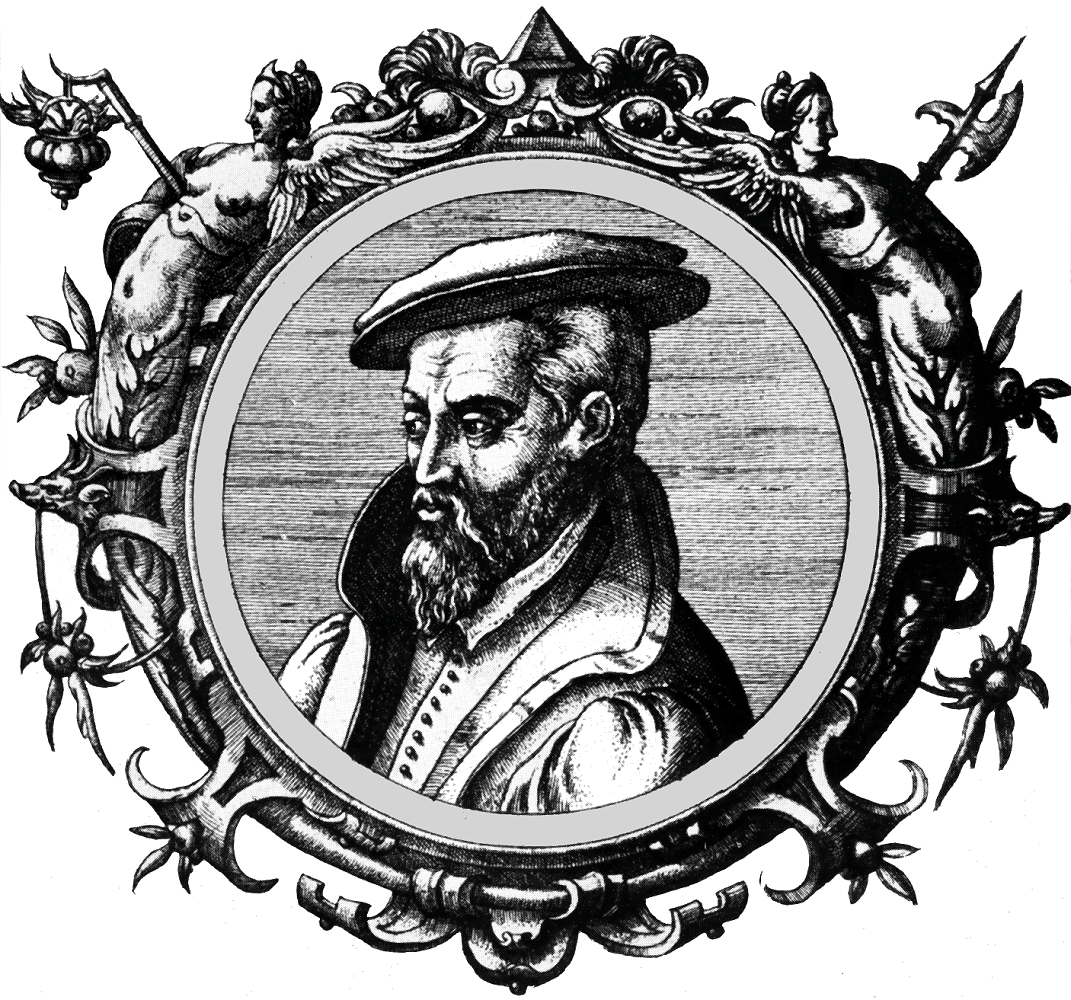
Georgius Agricola

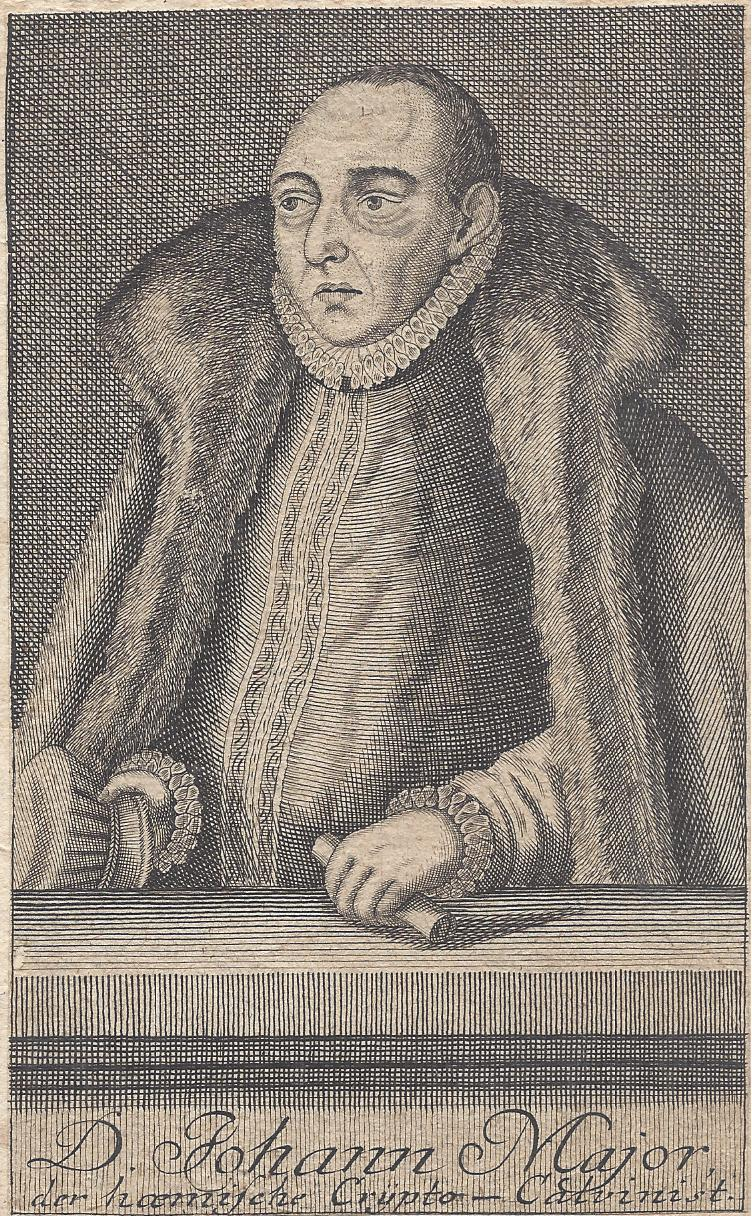
Mědiryt Johana Majora od Carla Ludwiga Jacobiho, Dlouhodobá sbírka starých a nových teologických děl, 1738

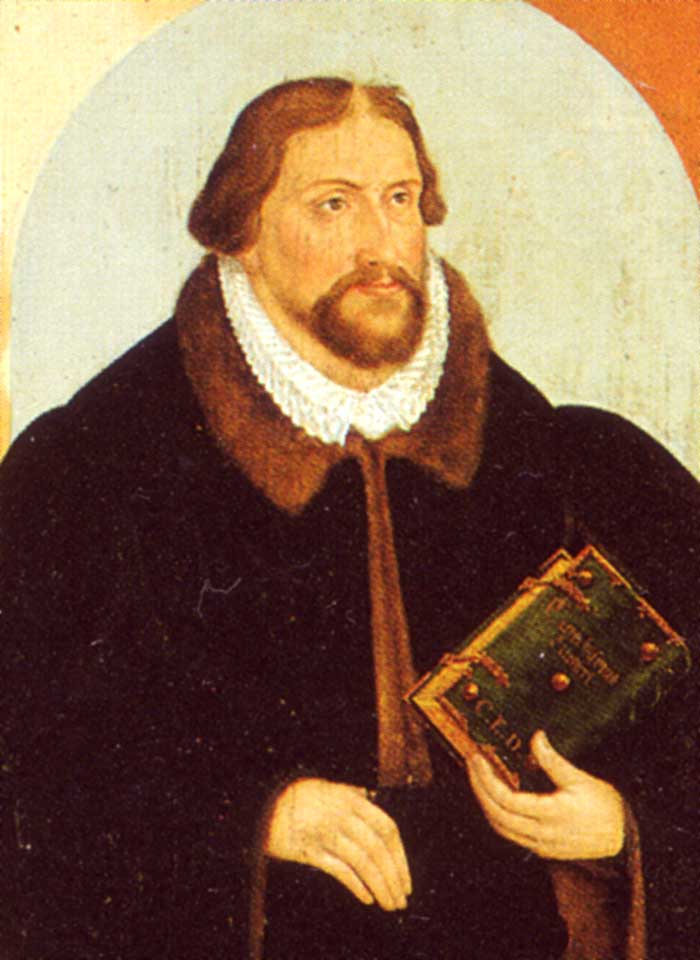
Portrét Kašpara Eberharda od Lucase Cranacha mladšího (výřez z výjevu ve wittenberském kostele)

Za nejvýznamnější renesanční osobnosti Jáchymova bývají považováni dva humanistéː učenec Georgius Agricola, který byl  v letech 1527–1530 pod původním jménem Georg Bauer městským lékařem, a dále až ro roku 1533 pod latinským jménem Georgius Agricola studoval technologii hornictví a hutnictví stříbrných a ostatních rud, jež publikoval významným spisem De re Metallica Libri XII. (Dvanáct knih o hornictví a hutnictví). Druhou osobností byl teolog, kazatel a učitel Johannes Mathesius a Luterský pastor, žák, životopisec a přítel Martina Luthera a Filipa Melnachthona. Ten se proslavil spisem Sarepta oder Bergpostill, kde formou dvaceti kapitol, označených kázání popsal obory jáchymovských rudných řemesel a navrhl etický kodex horníků. Slavnými umělci jáchymovské mincovny byli zlatníci a medailéři Wolf a Nickel Miliczové, a zejména Concz Welcz a Caspar Ulich, kteří se proslavili stříbrnými sochařskými miniaturami handštajnů pro císaře, arcivévody a kurfiřty v Sasku, Tyrolsku i v Praze.

### Rodáci
- Johann Alboth (1861–1940), básník
- Johan Criginger (1521–1571), luterský teolog, kartograf a literát
- Kryštof Fischer (1518–1598), farář, zemský superintendent Henneberského hrabství, generální superintendent lünebursko-cellský
- Samuel Fischer (1547–1600), farář, superintendent a profesor v Jeně
- David Funck (1648–1701), hudební skladatel a hudebník
- Alberich Heidmann (1808–1898), od roku 1862 opat cistercáckého kláštera Lilienfeld
- Maximilian Hüttisch (1911–1988), malíř a grafik
- Elvira Kuhn (1895–1974), československá politička německé národnosti
- Franz Macasius (1686–1733), jezuita, učenec a doktor tří fakult Klementina
- Johann Major (1533–1600), evangelický teolog, humanista a básník
- Johan Mathesius mladší (1544–1607), lékař, syn Johana Mathesia
- Pavel Mathesius (1548–1584), evangelický teolog
- David Rebentrost (1614–1703), farář v Drebachu, lékař, léčitel, lékárník a šlechtitel rostlin
- Johann Richter též Johannes Praetorius (1537–1616), matematik a astronom
- David Schedlich (1607–1687), barokní skladatel, varhaník v Norimberku
- Jakub Schedlich (1591–1669), varhanář a kantor, 36 let působil jako jáchymovský starosta
- Arpad Schmidhammer (1857–1921), ilustrátor knih a karikaturista
- Erwin Schneider (1906–1987), horolezec a kartograf, účastník několika himálajských expedic, přezdívaný Siebentausender-Schneider (Sedmitisícový Schneider)
- Karl Siegl (1851–1943), historik, právník, městský archivář a ředitel muzea
- Franz Wilhelm Tippmann (1786–1857), rektor Karlovy univerzity, světící biskup pražský
- Johan Titelius († 1626), evangelicko-luterský duchovní a dramatik
- Centurio Wiebel (1616–1684), malíř na saském kurfiřtském dvoře

### Osoby spojené s městem
- Johannes Sylvius Egranus († 1535), teolog, humanista a reformátor
- Jiří Agricola (1494–1555), městský lékař a lékárník, otec mineralogie
- Nikolaus Herman (1500–1561), kantor a učitel v latinské škole, napsal mnoho evangelických duchovních písní
- Johannes Mathesius (1504–1565), evangelický kněz, horský kazatel, kronikář, od roku 1532 rektor latinské školy
- Caspar Ulich († 1576), zlatník a rytec jáchymovské mincovny
- Kašpar Eberhard (1523–1575), učitel a rektor latinské školy v letech 1545 až 1554
- Ondřej Wiedemann († 1591), rodák, generální vikář cisterciáckého řádu
- Josef II., císař Svaté říše římské. Na počest jeho návštěvy došlo k přejmenování dolu Helena Huber na Josef II.
- Anton Peter Böhm (asi 1785–1870), jáchymovský kněz, historik a kronikář, kartograf
- Josef Mocker (1835–1899), český architekt, představitel restaurátorského purismu. V Jáchymově vypracoval plány současné podoby kostela svatého Jáchyma a svaté Anny.
- Karel May (1842–1912), německý spisovatel převážně dobrodružných románů
- Tomáš Garrigue Masaryk (1850–1937), zakladatel a první prezident ČSR. Jáchymov navštívil celkem sedmkrát. V roce 1930 zde oslavil osmdesáté narozeniny. V této době zde také podstoupil léčbu.
- Gregor Lindner  (1831 Cheb– 1917 Jáchymov) jáchymovský děkan, papežský tajný rada, historik - autor rukopisu dvoudílné historie města Jáchymova Erinnerungen aus der Geschichte der k. k. Bergstadt St. Joachimsthal (1913)
- Josef Schöffl (1850–1918), podnikatel a politik, starosta města a okresu, poslanec zemského sněmu
- Alois Jirásek (1851–1930), český prozaik, dramatik a politik, autor řady historických románů a představitel literárního realismu
- Leopold Gottlieb (1852–1916), balneolog a první lékařský ředitel léčebných lázní v Jáchymově
- Gustav Kroupa (1857–1935), vrchní správce a ředitel jáchymovských uranových dolů
- Josef Štěp (1863–1926), přednosta jáchymovské Státní báňské a hutní správy
- Richard Strauss (1864–1949), německý hudební skladatel pozdější éry romantismu; významný dirigent
- Marie Curie-Skłodowská (1867–1934), francouzská chemička a fyzička polského původu. Na základě zkoumání jáchymovského smolince se svým manželem Pierrem Curie spoluobjevitelka chemických prvků polonia a radia
- Fjodor Ivanovič Šaljapin (1873–1938), světoznámý ruský operní zpěvák – bas
- Eduard Bass (1887–1946), český spisovatel, novinář, zpěvák, fejetonista, herec, recitátor, konferenciér a textař
- František Běhounek (1898–1973), zabýval se výzkumem radioaktivity a vesmírného záření
- Heribert Sturm (1904–1981), v letech 1928 až 1934 městský archivář v Jáchymově, člen představenstva Collegia Carolina v Mnichově.
- Jan Hloušek (1950–2014), geolog, mineralog, historik
- Adolf Patera (chemik) (1819-1894) - chemik, metalurg, zakladatel Urangeldfabrik
- Oldřich Ježek (1931–2020), učitel, historik, kronikář města
- Pavel Reisenauer, (1961–2024), výtvarník
- Markéta Kořená (1971–2024), zastupitelka města, literární historička, učitelka

### Čestní občané
- Peter von Rittinger (1811–1872), montanista a průkopník zpracování nerostných surovin
- Gregor Lindner (1831–1917), městský děkan, kronikář
- Karl Siegl (1851–1943), právník, historik a archivář v Chebu
- Maximilian Hüttisch (1911–1988), malíř a grafik
- Klement Gottwald (1896–1953), prezident ČSR
- Jan Hloušek (1950–2014), geolog, mineralog, historik